# Pierre Boyer de Latour du Moulin
Pour les articles homonymes, voir Boyer.
Pierre Boyer de Latour du Moulin, né le 18 juin 1896 à Maisons-Laffitte et mort le 31 janvier 1976 dans le 17e arrondissement de Paris, est un général d'armée français, grand-croix de la Légion d'honneur et titulaire de la Distinguished Service Cross américaine.
Il s'illustre particulièrement lors de la Seconde Guerre mondiale au commandement du 2e groupe de tabors marocains (2e GTM) lors de la campagne d'Italie (corps expéditionnaire français) et  de la libération de Marseille puis lors des campagnes de France et d'Allemagne.
Nommé en 1954 par Pierre Mendès France comme résident général de France en Tunisie, il participe à la décolonisation progressive de ce pays en mettant en place l'autonomie interne confirmée par le président du Conseil dans son discours de Carthage. Nommé l'année suivante par Edgar Faure résident général de France au Maroc pour mettre en œuvre la même politique, dans ce pays où il a passé une grande partie de sa vie, il s'y oppose, avec sa hiérarchie militaire, plus ou moins ouvertement, et finit par démissionner. Mis en disponibilité après la parution de son livre Vérités sur l'Afrique du Nord, il quitte l'armée active en 1957.

## Biographie

### Carrière
Engagé volontaire à 18 ans, en août 1914, il sert dans les dragons jusqu'en 1916 où, sur sa demande, il est muté au 1er régiment de tirailleurs marocains. Il termine la Première Guerre mondiale avec le grade de lieutenant à titre temporaire. Après la guerre, il devient officier dans l'armée d'active en passant par l'école de Saint-Maixent. Après un bref passage en Algérie, il est affecté sur sa demande aux affaires indigènes du Maroc ; il reste 25 ans dans ce pays qu'il adopte. Il participe ensuite à la campagne de pacification du pays.
À la fin des années 1930, il fait partie du cabinet du résident général de France au Maroc, le général Charles Noguès, puis commande un bataillon du 4e régiment de tirailleurs marocains pendant la Seconde Guerre mondiale où il reste fidèle au gouvernement légal, celui du maréchal Pétain. En novembre 1942, il refuse de se battre contre les troupes américaines qui débarquent au Maroc. Il recrute des goumiers marocains et crée le deuxième groupe de tabors marocains (2e GTM) à la tête duquel il participe à la campagne de Tunisie (fin 1942), puis à la libération de la Corse et de l'Île d'Elbe. En 1944, il participe au débarquement de Provence et, avec la première armée française, il prend une part décisive à la victoire de Marseille puis, pendant tout l'hiver 1944, combat dans les Vosges et en Alsace avant de franchir le Rhin.
En avril 1945, il est décoré de la Distinguished Service Cross américaine notamment pour sa conduite lors de la bataille des Vosges.
Colonel en 1944, général de brigade en 1946, il part après la guerre pour l'Indochine où, de 1947 à 1949, il assure des commandements militaires mais aussi civils puisqu'il est commissaire de la République en Cochinchine, puis, en 1950 au Tonkin, après le désastre de Cao-Bang. Gravement malade, il rentre en France peu après l'arrivée du général Jean de Lattre de Tassigny.
Il retrouve le Maroc en 1951 pour seconder le maréchal Alphonse Juin, alors résident général à Rabat, comme secrétaire général aux affaires politiques et militaires. À la fin de cette même année, il est nommé commandant supérieur des forces françaises en Autriche pendant deux ans.
En 1954, il est nommé commandant supérieur des troupes en Tunisie. Le 19 juillet, Pierre Mendès France, président du Conseil, qui prépare son voyage à Tunis où il va prononcer le 31 juillet son discours de Carthage lui propose de joindre à ses fonctions celle de résident général de France en Tunisie afin de rassurer les Français de Tunisie ; c'est lui qui négocie et applique les accords d'autonomie interne tout en s'inquiétant auprès de son ministre des répercussions de cette politique sur le Maroc et la Tunisie : « L'indépendance de la Tunisie est à brève échéance celle du Maroc et de l'Algérie ».
Il est élevé à la dignité de grand-croix de la Légion d'honneur le 1er août 1955.
Un an plus tard, le 30 août 1955, il est nommé résident général de France au Maroc par le président du Conseil Edgar Faure en pleine crise marocaine, en remplacement de Gilbert Grandval qui vient de démissionner en désaccord avec le gouvernement. Il est chargé de préparer le retour progressif du sultan exilé Mohammed ben Youssef en négociant au plus vite le départ du sultan Moulay ben Arafa mis en place par la France, de constituer un Conseil du Trône et de former un gouvernement marocain où les nationalistes seraient représentés. En accord avec le général Pierre Kœnig, ministre de la Défense nationale, et avec le maréchal Alphonse Juin, plus haute autorité militaire, il essaie de retarder, sinon d'empêcher le plan du gouvernement. Rappelé à l'ordre, il envoie à Paris sa démission le 30 septembre, refusée par Faure pour éviter une crise gouvernementale. Il se décide à exécuter les ordres de Paris après un vote à une forte majorité de l'Assemblée nationale exigeant la constitution d'un gouvernement marocain représentant toutes les tendances. Constatant que la restauration de Mohamed ben Youssef est inéluctable, il offre le 9 novembre sa démission qui est cette fois acceptée.
Devenu général d'armée en 1956, il est mis en disponibilité après la publication de son livre Vérités sur l'Afrique du Nord chez Plon.
Opposé à la politique algérienne du général de Gaulle, partisan d'une union des oppositions « de Tixier-Vignancour à Guy Mollet », il s'engage en politique et sera officieusement candidat aux élections présidentielles de 1965, mais sa candidature n'est pas déposée, et aux élections législatives de 1967 à Paris, où il est battu.

### Famille
La famille Boyer, dont descend le général Pierre Boyer de Latour du Moulin, est une famille subsistante d'ancienne bourgeoisie originaire du Gévaudan, puis d'Île-de-France. Son fondateur, Jean-Jacques Boyer (1739-1806), était négociant sous l'Ancien Régime avant de devenir juge de paix du canton de Marvejols, dans l'actuel département de la Lozère. Georges Boyer (1858-1922), père de Pierre, a été adopté par Célestin Latour du Moulin (1822-1888), relevant le nom de son père adoptif.
Alors qu'il est lieutenant, Pierre Boyer de Latour du Moulin vit selon la coutume berbère (vers 1925) avec Lalla Khadija Iserouchenia (morte en 1931), la fille d'un caïd de l'Atlas marocain issu de la tribu berbère des Aït Seghrouchen. Ils ont un fils, Georges (1926-2011), père de la journaliste Patricia Boyer de Latour et de François Boyer de Latour. Il épouse en 1938 Claude Girot de Langlade (1920-1962), fille de Paul Girot de Langlade, dont sont issus huit enfants : Nicole épouse de Michel Denis de Senneville, Chantal épouse du préfet Philippe Legrix, Brigitte épouse de Régis Seigneur, Marie-France épouse de Régis Fouques-Duparc puis de Dominique Monti, Dominique épouse de Jacques Tallon, Christine épouse de Jean-Luc Golléty, Isabelle épouse de Luc d'Aboville, et enfin François-Xavier époux d'Anne Guillet.
Son fils, Georges Boyer de la Tour du Moulin (1926-2011) s'engage en 1944, à 18 ans, dans le régiment de marche du Tchad, régiment d'infanterie de la 2e division blindée du général Leclerc. Il est grièvement blessé par un tir d'artillerie, le 25 janvier 1945, à Grussenheim devant Colmar. Il participe ensuite à la guerre d'Indochine, ou il est à nouveau très grièvement blessé au cours d'une opération au nord de Saigon, le 20 juin 1950. Devenu officier en 1954, il participe à la guerre d'Algérie et commande la section administrative spécialisée d'Ifigha, en Kabylie. Promu chef de bataillon en 1969, commandeur de la Légion d'honneur, il quitte l'armée en 1971 et poursuit une carrière dans le civil dans l'administration de cliniques privées.
Sa petite-fille, Patricia Boyer de Latour, est journaliste, auparavant grand reporter au Figaro, et l'auteur de plusieurs ouvrages.

## Distinctions
Le général d'armée Boyer de Latour est titulaire de 24 citations dont 18 à l'ordre de l'armée.

### Décorations françaises
- Grand-croix de la Légion d'honneur (1er août 1955)
- Médaille militaire (1920)
- Croix de guerre 1914–1918, trois citations
- Croix de guerre 1939–1945, huit citations à l'ordre de l'armée
- Croix de guerre des Théâtres d'opérations extérieurs, treize citations

### Décorations étrangères
- Distinguished Service Cross (États-Unis) (1945)
- Ordre du Service distingué / Distinguished Service Order (DSO) (Royaume-Uni)
- Grand-croix de l'ordre du Dragon d'Annam
- Grand officier de l'Étoile noire du Bénin
- Grand-croix de l'ordre du Nichan Iftikhar
- Grand-croix du Ouissam alaouite (Mérite militaire chérifien)
- Commandeur de l'ordre d'Adolphe de Nassau (avec palme)
- Médaille de La Paz (Espagne)

### Hommages

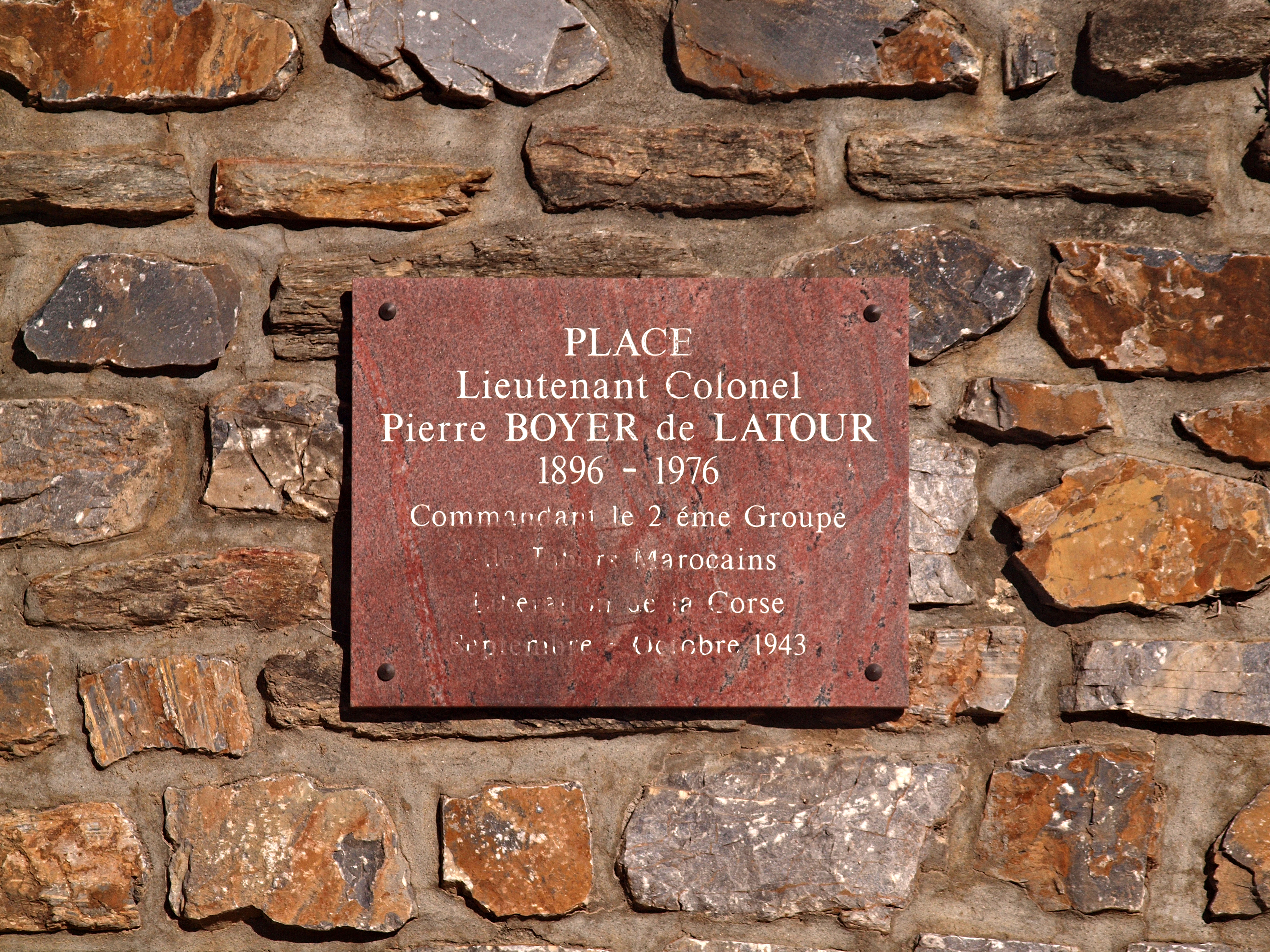
Nom de la place du village de Barbaggio.

La commune de Barbaggio, où s'est déroulée la bataille du col de Teghime opposant le deuxième groupe de tabors marocains commandé par Pierre Boyer de Latour du Moulin à des forces allemandes défendant le passage, l'a honoré en donnant son nom à la place du village.

### Publications
- Vérités sur l'Afrique du Nord, Paris, Plon, 1956, 205 p.
- De l'Indochine à l'Algérie : le martyre de l'armée française, Paris, Presses du Mail, 1962, 384 p.
- Le Drame français, Paris, Au Fil d'Ariane, 1963, 272 p.
- Demain la France, Montargis, L'Indépendant, 1965, 63 p.

### Sources
- Hommes et destins : dictionnaire biographique d'outre-mer, vol. IV, Paris, Académie des sciences d'outre-mer, 1981, 734 p., p. 126-129.
- Michel Wattel et Béatrice Wattel (préf. André Damien), Les Grand’Croix de la Légion d’honneur : de 1805 à nos jours, titulaires français et étrangers, Paris, Archives et Culture, 2009, 701 p. (ISBN 978-2-35077-135-9), p. 87-88.
- « Le général Boyer de Latour du Moulin », La Koumia : bulletin de l'Association des anciens des goums marocains et des affaires indigènes en France, no 64,‎ mars 1976, p. 4-11 (lire en ligne).
- « Souvenirs sur le général Boyer de Latour », La Koumia : bulletin de l'Association des anciens des goums marocains et des affaires indigènes en France, no 65,‎ juillet 1976, p. 5-18 (lire en ligne).